# Synegia fulvata
Synegia fulvata är en fjärilsart som beskrevs av W. Warren 1906. Synegia fulvata ingår i släktet Synegia och familjen mätare. Inga underarter finns listade i Catalogue of Life.